# Delta Crateris
Delta Crateris (δ Crt, δ Crateris) ist ein Stern des Sternbilds Becher. Delta Crateris ist ein Riesenstern von oranger Farbe, sein Radius beträgt (22.44 ± 0.28) Sonnenradien. Seine Spektralklasse ist K0 und seine scheinbare Helligkeit beträgt 3.56 Magnituden; damit ist er der scheinbar hellste Stern des Sternbilds.
Delta Crateris ist 196 Lichtjahre von der Erde entfernt; trotz seiner Ausdehnung ist seine Masse nur 1,0–1,4 mal diejenige der Sonne. Seine Leuchtkraft ist etwa 171-mal so groß wie die der Sonne, und seine effektive Oberflächentemperatur beträgt (4408 ± 57) K.